# 南栄子

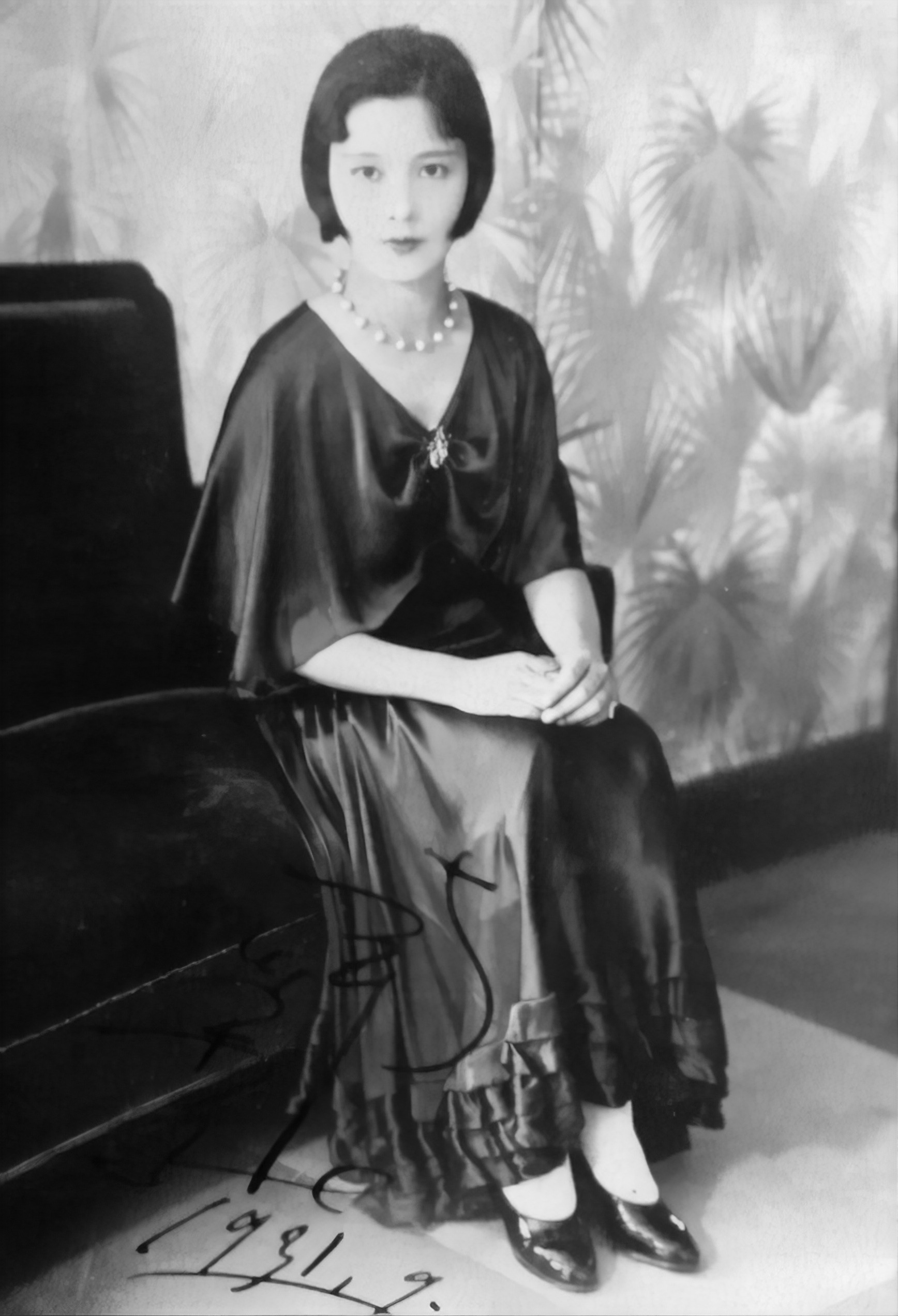
南栄子（1931年）

南 栄子（みなみ えいこ、1909年（明治42年）2月20日 - 没年月日不明）は、日本の前衛舞踏家、女優。
本名は五社 栄（ごしゃ さかえ）。
映画『狂った一頁』で狂人化した踊り子の役を演じた。1927年には映画『旅芸人』に出演したが、フィルムが現存しておらず配役は不明である。

## 人物
1909年（明治42年）2月20日、広島県尾道市で軍人の長女として生まれた。
1923年（大正12年）に松竹楽劇部（現・OSK日本歌劇団）2期生となり、舞踊の基礎を学んだとされる。
その後、バレエダンサー・クセニア・マクレツォワに師事して西洋舞踊を学んだ。
衣笠貞之助の映画『狂った一頁』の出演を機に脚光を浴びた後、日活京都撮影所の舞踊教師をおよそ1年間務めた。その後上京し、日本映画俳優学校の教師となるがほどなくして退任。横浜記念会館での公演を皮切りに、舞台で活躍して人気となった。門下生の育成を図るため、「ミナミ舞踊研究所」を主宰していた。

## 出演作品

### 映画
- 『狂った一頁』（1926年）監督：衣笠貞之助　-　踊り子
- 『旅芸人』（1927年）監督：阿部豊、東坊城恭長　-　役割不明

## 写真ギャラリー

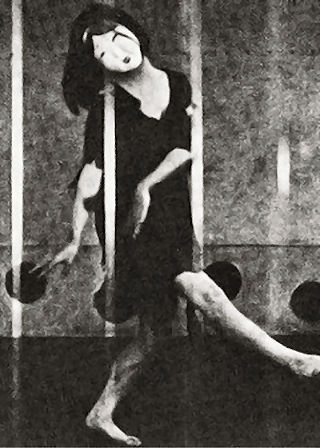
「狂った一頁」ダンスシーン
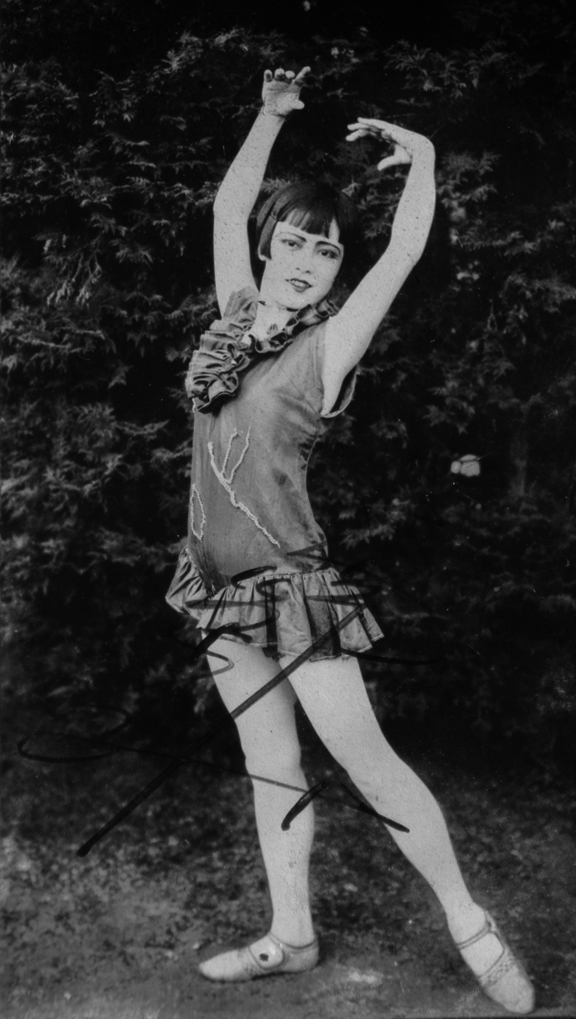
1930年代
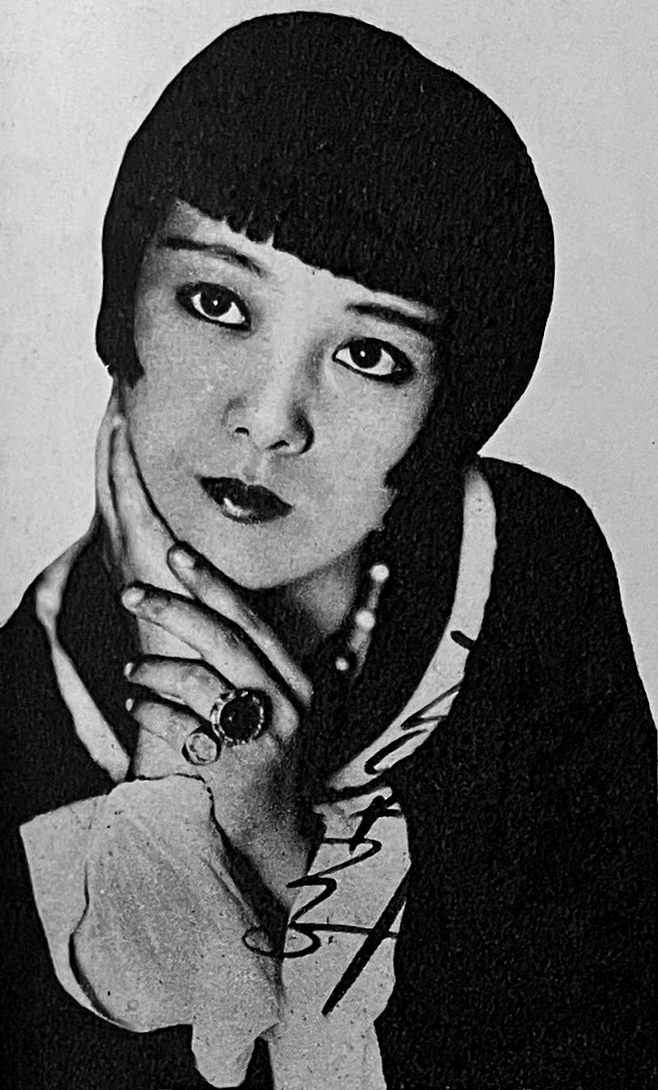
1930年代
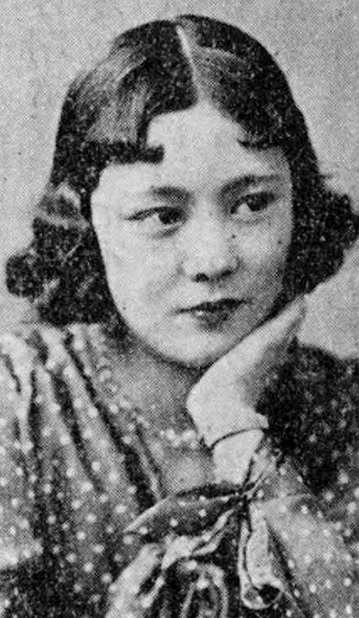
1931年頃
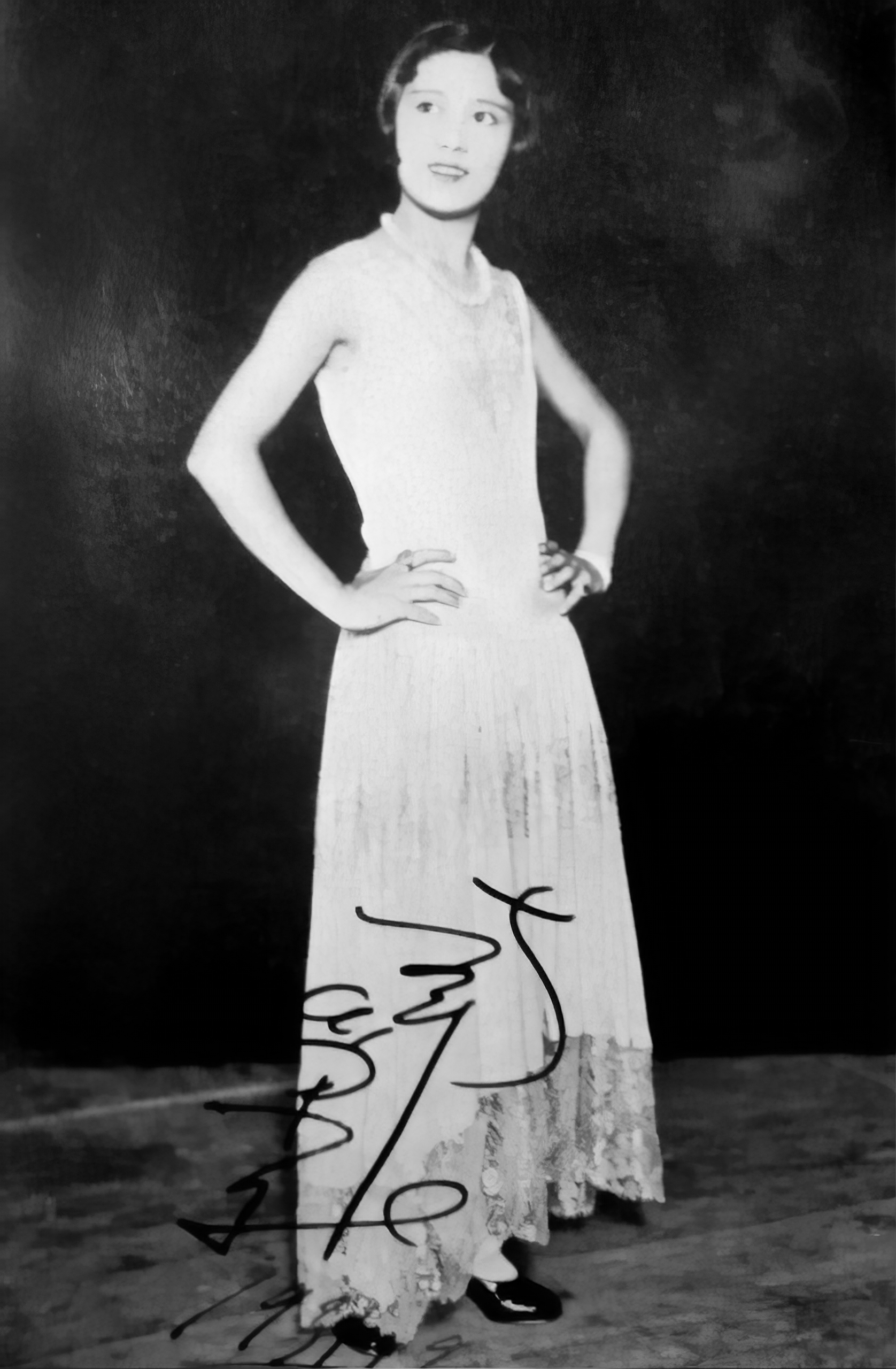
1931年
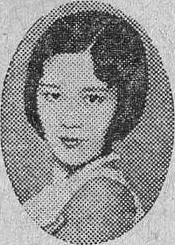
1933年

## 参考リンク
- 日本映画データベース - 南栄子